# Isabel Sánchez Robles
Isabel Sánchez Robles (Madrid, 10 de julio de 1962) es una jurista, funcionaria y política española de ideología nacionalista vasca.

## Biografía
Licenciada en Derecho por la Universidad de Deusto, obtuvo un máster en Dirección de Empresas por la misma universidad y es funcionaria de la Diputación Foral de Vizcaya desde 1984. Miembro del Partido Nacionalista Vasco (PNV), fue concejal del Ayuntamiento de Bilbao desde 1999 a 2011, donde ocupó diversos cargos de responsabilidad como delegada en las áreas de Salud, Economía y Hacienda y Gabinete de Alcaldía, entre otras, además de ser miembro del consejo de distintas empresas públicas municipales, destacando su condición de secretaria del consejo de administración y del comité ejecutivo de Bilbao Bizkaia Kutxa. Participó en las listas del PNV en las elecciones generales de 2011 al Congreso de los Diputados por la circunscripción de Vizcaya, no resultando elegida, aunque en diciembre de 2012, accedió al escaño al sustituir a su compañero, Josu Erkoreka. En el Congreso ha sido ponente en diferentes proyectos de ley, entre los que destaca el de la Ley Orgánica para la Mejora de la Calidad Educativa (LOMCE), de la que fue especialmente crítica.